# Демократическая партия (Соломоновы Острова)
Демократическая партия (англ. Democratic Party) — политическая партия на Соломоновых Островах. В стране, где политические партии, как правило, малочисленны и непостоянны и получают очень мало мест в парламенте, Демократическая партия сыграла сравнительно важную роль в новейшей истории.

## История
Партия была основана в октябре 2005 года юристом Габриэлем Сури. Она должна была сосредоточиться на «этическом лидерстве» для страны. Генеральный секретарь партии Джон Кениапизиа описал это как лидерство, основанное на отношениях с Богом:
Политическое лидерство связано с построением нации. Оно также связано с Божьим призывом к мужчинам и женщинам участвовать в построении Царства здесь, на Земле, зная, что все, что мы делаем — это призвание от Бога. Поэтому мы подотчётны Ему. Наше внимание должно быть сосредоточено на вещах, имеющих вечную ценность. Во всём, что мы делаем, мы должны стремиться делать это во славу Божью».
Было объявлено, что Демократическая партия также будет продвигать «правление коренного населения», обеспечивая «контроль коренных народов над судьбой страны» и расширяя возможности «традиционных процессов принятия решений».
На выборах в апреле 2006 года партия получила всего 3 места (из 50) в Национальном парламенте, набрав 4,9 % голосов избирателей. Тем не менее, когда в следующем месяце новоизбранный премьер-министр Снайдер Рини подал в отставку ввиду вотума недоверия, демократы присоединились к Большой коалиции Манассе Согаваре за смену правительства. В ноябре 2007 года они отказались от поддержки Согаваре, поддержав успешный вотум недоверия с целью его смещения, и стали ключевой частью правительства Коалиции за национальное единство и развитие сельских районов нового премьер-министра Дерека Сикуа.
В правительстве Сикуа партия была описана как «инструментальная» в обеспечении внедрения «значительных реформ, таких как законопроекты о реформе политических партий, создание Комиссии по установлению истины и примирению, а также создание рабочей группы для проведения исследования для создания Независимой комиссии по борьбе с коррупцией».
Генеральный секретарь партии Джон Кениапизиа заявил в 2009 году, что одна из её основных целей заключалась в том, чтобы «подтолкнуть страну к укреплению отношений с Богом». Он также поддержал законопроект о честности политических партий во имя «политической стабильности».
Во время ведения кампании выборов в августе 2010 года, лидер партии Стив Абана выступил с обещанием "большего признания племенных землевладельцев путём регистрации всех племенных земель на имя племён; осуществления Национального плана адаптации для решения проблемы изменения климата для наиболее уязвимых сообществ; акцента на повышение уровня жизни в деревнях в соответствии с Целями развития тысячелетия; обеспечения производства из возобновляемых источников 80 % энергии в стране; избирательной реформы по введению преференциального голосования. Платформа партии также включала «продвижение к развитию национального университета на базе Малаиты» и развитие экономических и торговых отношений с Китайской Народной Республикой без отступления от дипломатического признания Китайской Республики (Тайвань).
На выборах 2010 года Демократическая партия стала самой крупной партией в парламенте, получив 13 из 50 мест (ни одна другая партия не получила более трёх мест). Лидер партии Стив Абана затем стремился быть избранным премьер-министром государства своими коллегами. Ему удалось получить голоса 23 депутатов, но он потерпел поражение от Дэнни Филиппа (Народная прогрессивная партия), который был избран 26 депутатами. Четыре дня спустя, 31 августа, Абана официально стал лидером оппозиции и назначил теневой кабинет, в котором демократы занимали 10 из 12 теневых министерств. Однако 2 других демократа уже перешли на сторону правительства, получив должности в кабинете нового премьера Филиппа; позже к ним присоединился Стэнли Софу, который был теневым министром по развитию инфраструктуры в Абане, но согласился на должность министра государственной службы. Таким образом, из 13 депутатов Демократической партии 9 были теневыми министрами, 2 —министрами, а 2 других — заднескамеечниками.
Национальный исполнительный орган партии во время подготовки к выборам 2010 года состоял из президента Джона Ини Лапли, вице-президента Элис Поллард, казначея Гидеона Золевеке-младшего, генерального секретаря Джона Кениапизиа и лидера партии Стива Абана.
В ноябре 2011 года партия обновила своё руководство. Мэттью Вейл стал лидером партии, а Элис Поллард стала её президентом. На этом этапе партия всё ещё официально находилась в парламенте, но испытала уход многих депутатов парламента «на скамейки».